# 110 mètres haies aux Jeux olympiques de 1900
Pour un article plus général, voir Athlétisme aux Jeux olympiques de 1900.
Navigation
Athènes 1896 Saint-Louis 1904
L'épreuve du 110 mètres haies aux Jeux olympiques de 1900 s'est déroulée le 14 juillet 1900 à la Croix-Catelan à Paris, en France. Elle est remportée par l'Américain Alvin Kraenzlein.

## Résultats

### Finale
| Rang               | Athlète           | Pays       | Temps   | Notes |
| ------------------ | ----------------- | ---------- | ------- | ----- |
| Médaille d'or      | Alvin Kraenzlein  | États-Unis | 15 s 4  | OR    |
| Médaille d'argent  | John McLean       | États-Unis | 15 s 5  |       |
| Médaille de bronze | Frederick Moloney | États-Unis | 15 s 6  |       |
| 4                  | Jean Lécuyer      | France     | Inconnu |       |
| —                  | Norman Pritchard  | Inde       | DNF     |       |